# 中春
株式会社中春（なかはる、通称RS中春）は、東京都町田市に本社を置く日本の企業。レーシングカーのメンテナンスなどモータースポーツ関連事業を手掛ける。  

## 概要
創業当時は一般整備工場として主に一般車両の整備を行っていたが、現在はレーシングカーのメンテナンスを生業としている。全日本ツーリングカー選手権、スーパー耐久、SUPER GT、ル・マン24時間レースへ日産車で参戦していた為日産車のイメージが強いが、フェラーリやトヨタ等、様々なメーカーのレーシングカーのメンテナンスを手がけている。
タイヤメーカーでは横浜ゴム (ADVAN) との関係が深く、SUPER GTやスーパー耐久ではADVANのサポートを受けるチームのマシンメンテナンスを担当することが多い。特にチーム・ダイシンとは1999年にスーパー耐久でマシンメンテナンスを担当した事を皮切りに、2009年まで関係が続いていた。2013年現在はスーパー耐久に参戦するENDLESS SPORTSのチームオペレーションを担当している。2018年4月SUPER GT岡山で、2015年から車両メンテナンスを担当している Team UP GARAGE （SUPER GT）が初優勝を飾った。
チューンドカーの開発を手がけることもあり、過去には『CAR Hyper』（テレビ埼玉他）の企画で、東名パワードと組んで日産・フェアレディZ Z33でニスモフェスティバルのチューニングカーバトルに参戦したこともある。

## 戦績

### 全日本GT選手権
1994年、95年はNISMOから前年のGT車両を購入し、自社チームで参戦していた。
- 1994年

GT1クラス：No.24 コクピット館林GT-R 山路慎一／袖山誠一
- 1995年

GT1クラス：No.4 中春スカイライン 福山英朗／水野文則
| 年     | No. | ドライバー        | 使用車両               | タイヤ | クラス | 1     | 2     | 3     | 4     | 5       | 6   | 順位 | ポイント |
| ------ | --- | ----------------- | ---------------------- | ------ | ------ | ----- | ----- | ----- | ----- | ------- | --- | ---- | -------- |
| 1994年 | 24  | 山路慎一 袖山誠一 | 日産・スカイラインGT-R | B      | GT1    | FSW 2 | SEN 4 | FSW 5 | SUG 5 | MIN 6   |     | 4位  | 47       |
| 1995年 | 4   | 福山英朗 水野文則 | 日産・スカイラインGT-R | B      | GT1    | SUZ   | FSW   | SEN   | FSW 6 | SUG Ret | MIN | 13位 | 6        |

## 交通アクセス
- 公共交通機関
  - 小田急小田原線 鶴川駅よりタクシーで約10分。
  - 京王相模原線 京王永山駅よりタクシーで約10分。
- 自動車
  - 東名高速道路 横浜町田IC、横浜青葉ICより約25分。
  - 中央自動車道 国立府中ICより約25分。